# مناورات الولاية 94
مناورات الولاية 94 (بالفارسية: رزمایش ولایت 94) هي مجموعة من سلسلة مناورات الولاية في نطاق مضيق هرمز والمحيط الهندي علی مساحة 3 ملايين كيلومتر مربع يدأت من مضيق هرمز حتی المدار 10 درجات شمال المحيط الهندي. آقيمت مناورات الولاية 94 في يونيو عام 2016 بواسطة القوة البحرية لجيش الجمهورية الإسلامية الإيرانية

## فترة إقامة المناورات
بدأت هذه المناورات بكلمة السر «يا زهراء» وبإيعاز من قائد القوة البحرية الإيرانية الادميرال حبيب الله سياري من على متن المدمرة «جماران» في 21 يونيو 2016 وانتهت في 31 يونيو 2016 الموافق ل11 بهمن 1394 بالتقويم الشمسي.

## الوصلات الخارجية
- شاهد بالفيديو إطلاق صواريخ كروز إيرانية قادرة على تدمير قطع بحرية بزنة 3 آلاف طن
- إطلاق طوربيدات متطورة من غواصات ومدمرات البحرية الإيرانية في مناورات الولاية 94+ فيديو
- مناورات «الولاية 94» البحرية الكبرى -3 +الصور
- مناورات الولاية 94 الكبرى -2 + الصور
- تحذير مدمرة البرز الإيراني إلی السفينة الحربية الأميرکية «يو اس اس مونتري» خلال مناورات الولاية 94 ومغادرة نطاق المناورات من قبل السفينة الأميرکية + فيديو

## معرض الصور

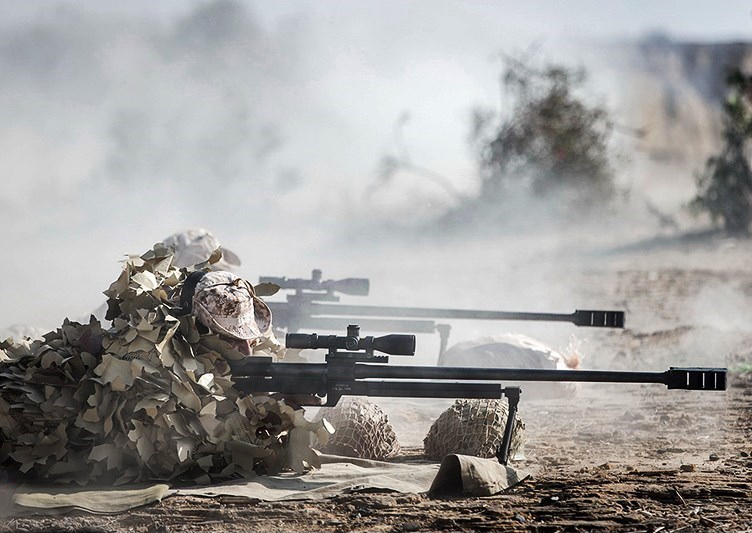
استخدام قناص صياد في مناورات الولاية 94 .
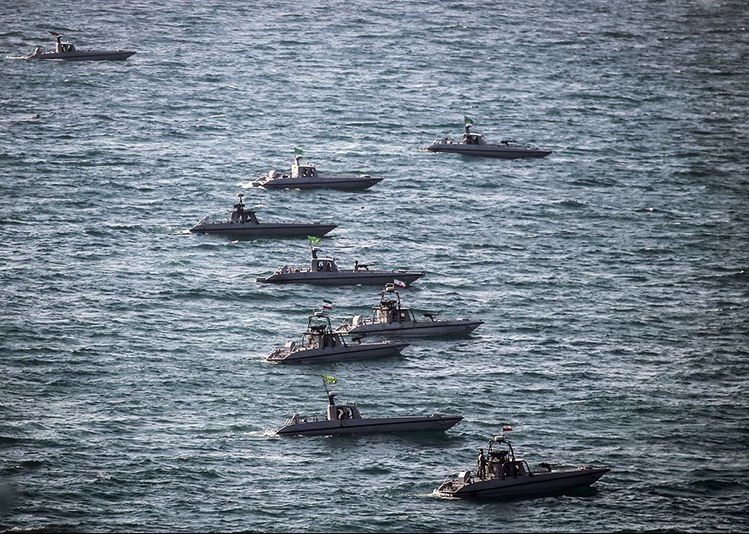
القوارب السريعة في المناورات الولاية 94.
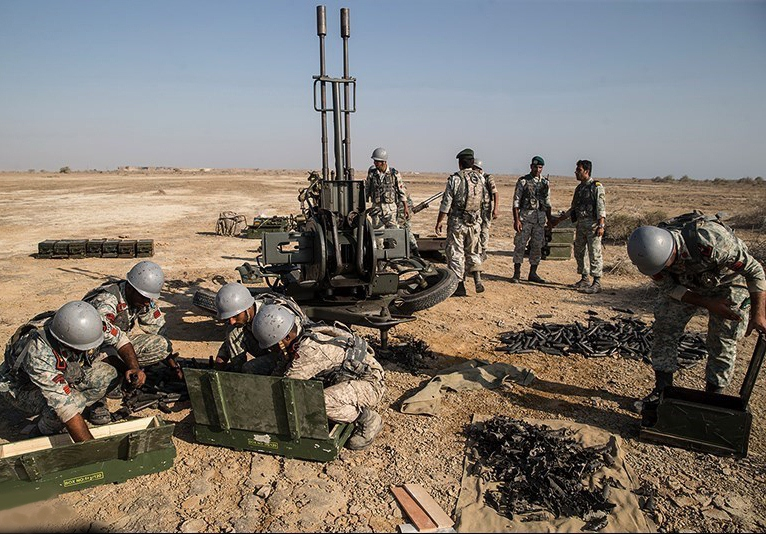
مدفعية مضادة للطائرات.
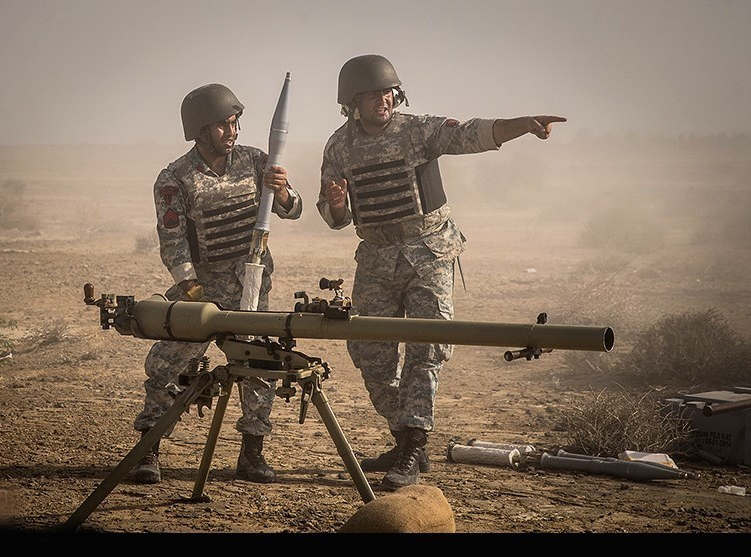
استخدام راجمات الصواريخ في مناورات الولاية 94.
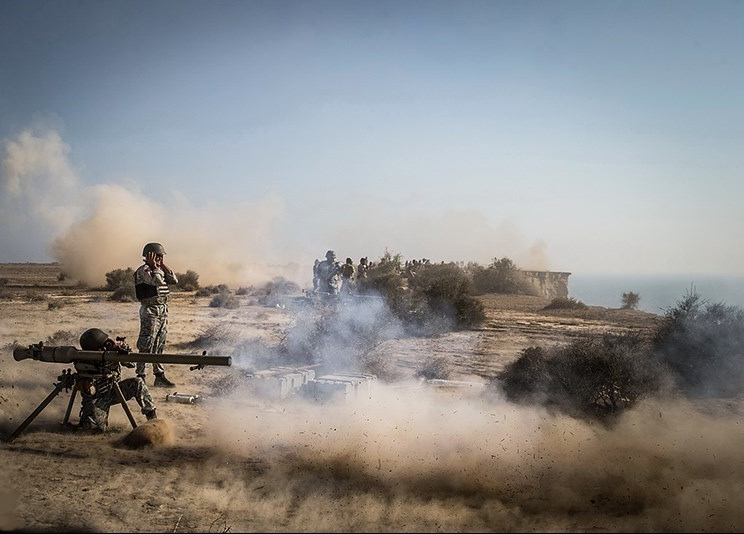
استخدام مختلف راجمات الصواريخ في مناورات الولاية 94.
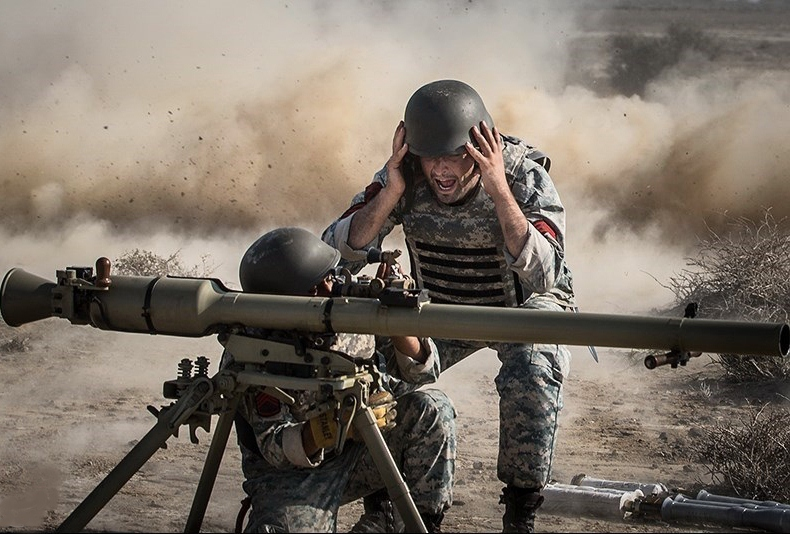
استخدام مختلف راجمات الصواريخ في مناورات الولاية 94.
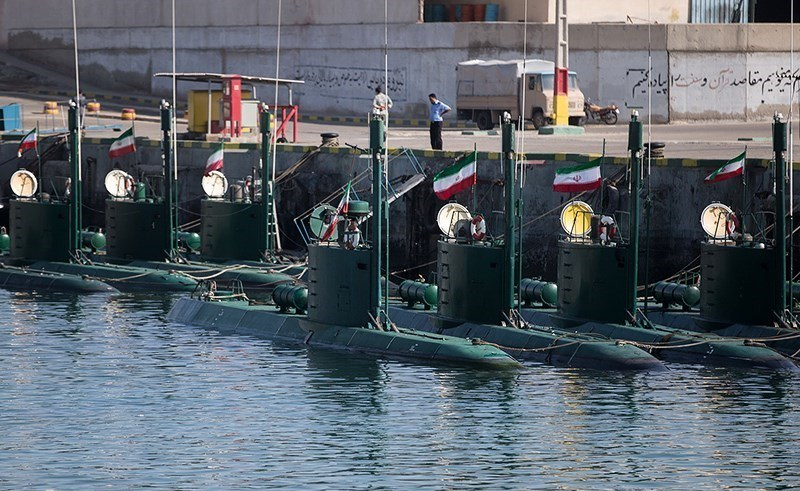
غواصة غدير في مناورات الولاية 94.
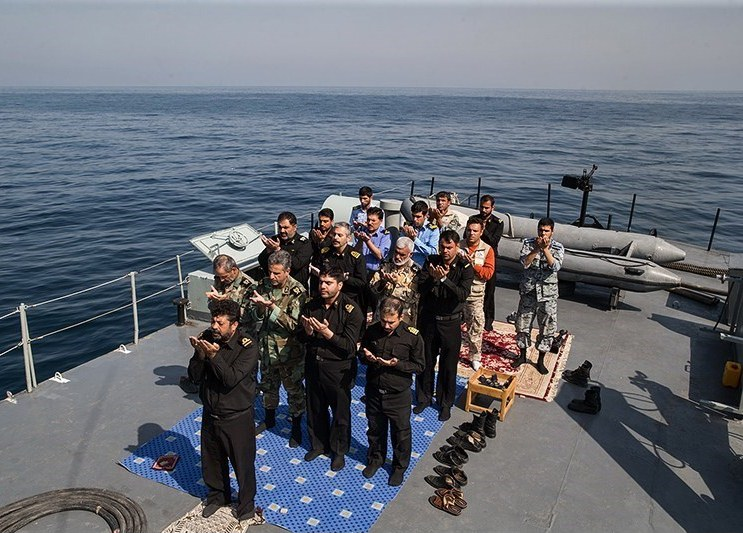
إقامة صلاة الجماعة علی ظهر بارجة أثناء المناورات.
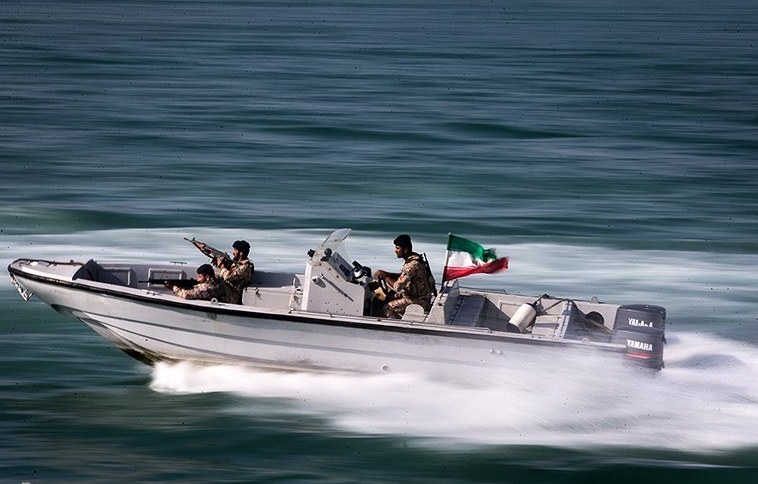
استخدام القوارب السريعة في المناورات.
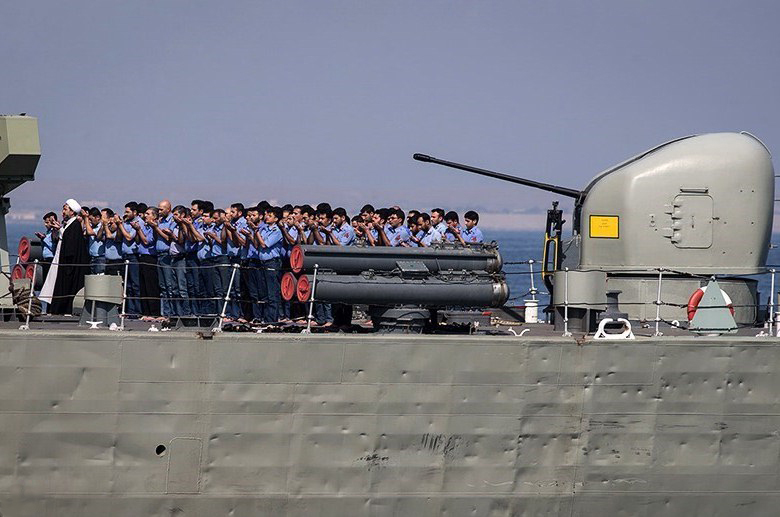
إقامة صلاة الجماعة علی ظهر مدمرة جماران أثناء المناورات.
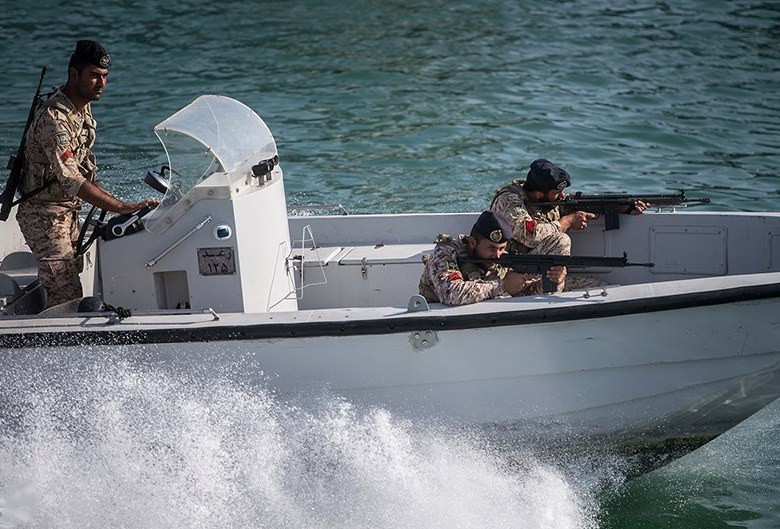
جنود الجيش الإيراني في القوارب السريعة.
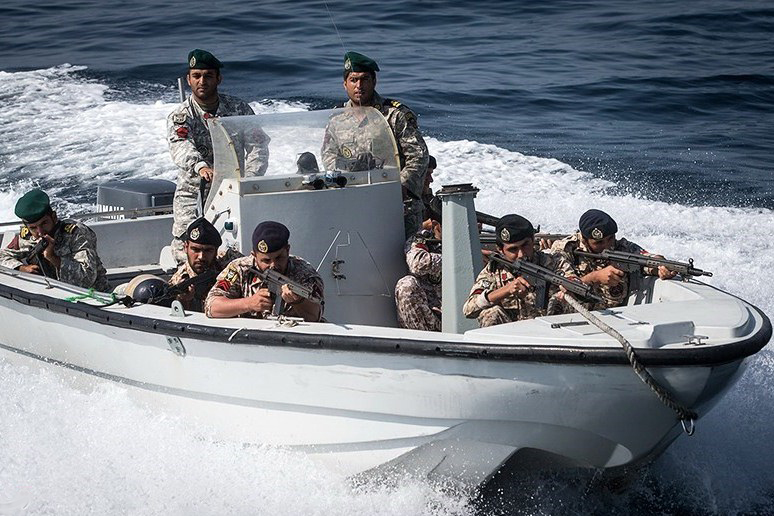
جنود الجيش الإيراني في القوارب السريعة.
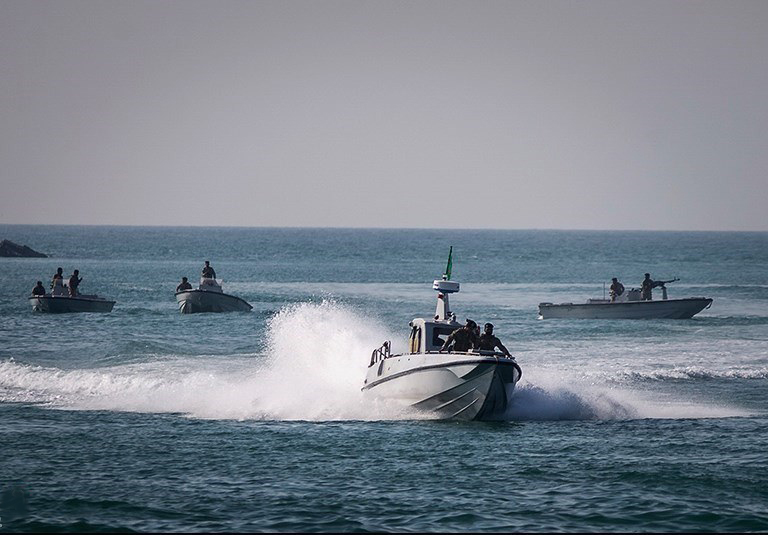
القوارب السريعة في المناورات.
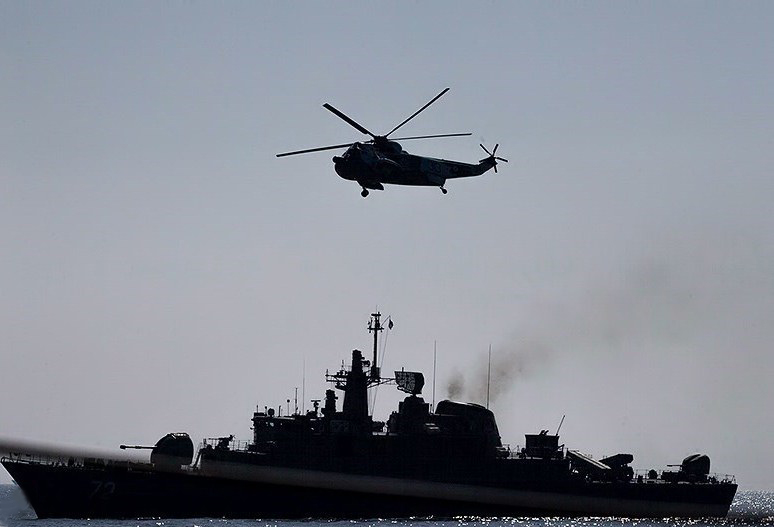
مدمرة جماران ومروحية الجيش الإيراني.
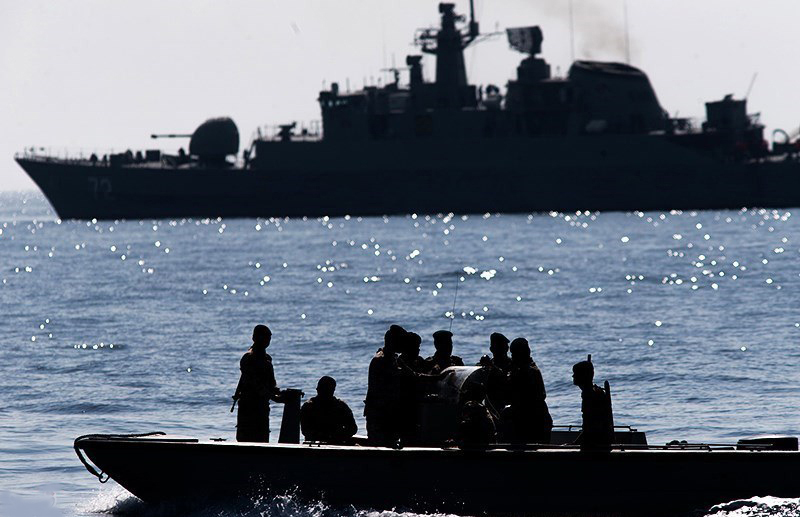
مدمرة جماران والقارب السريع في المناورات.
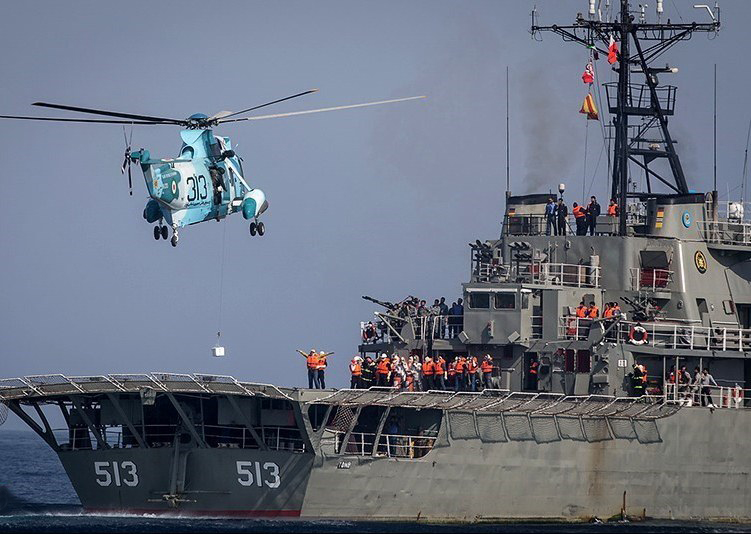
.
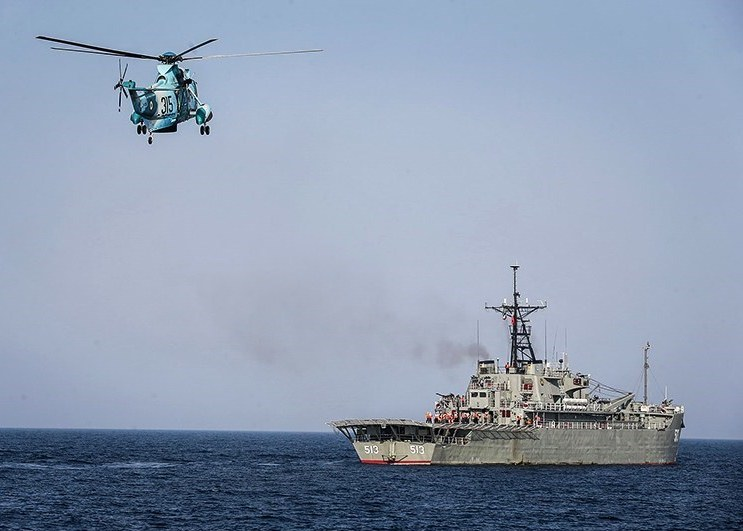
.
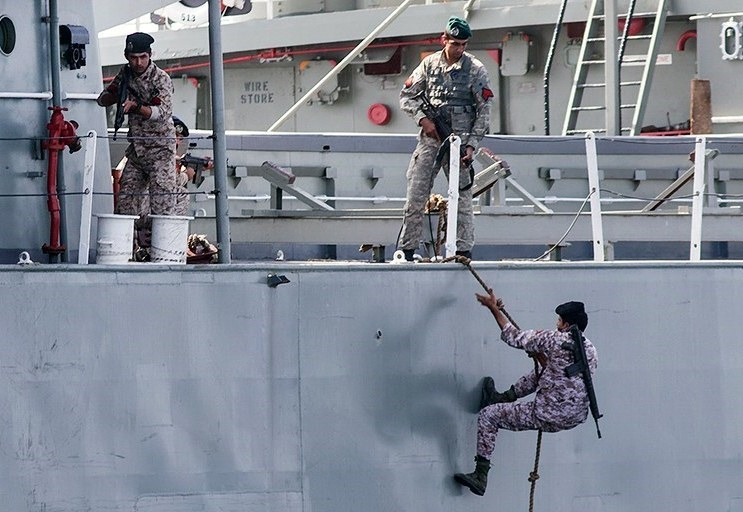
يصعد الجنود جدران المدمرة.
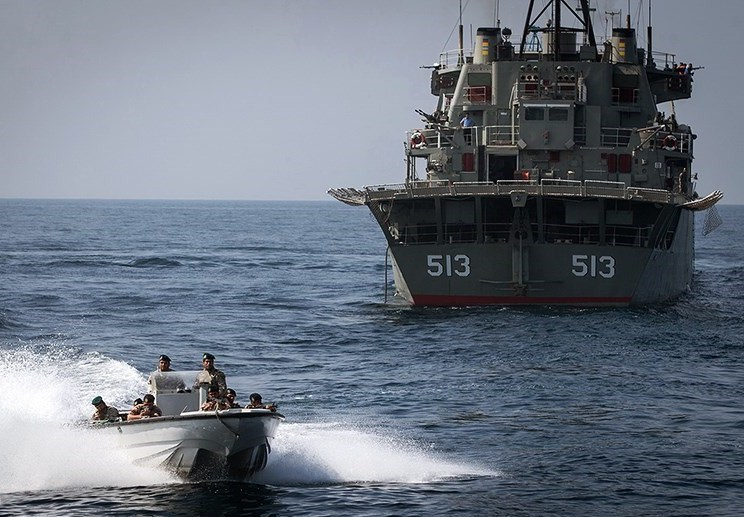
.
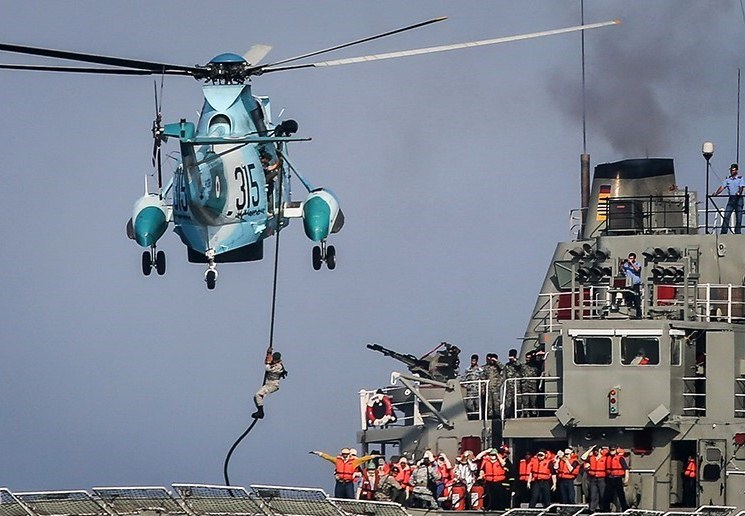
نزول الجنود من المروحية علی ظهر المدمرة.
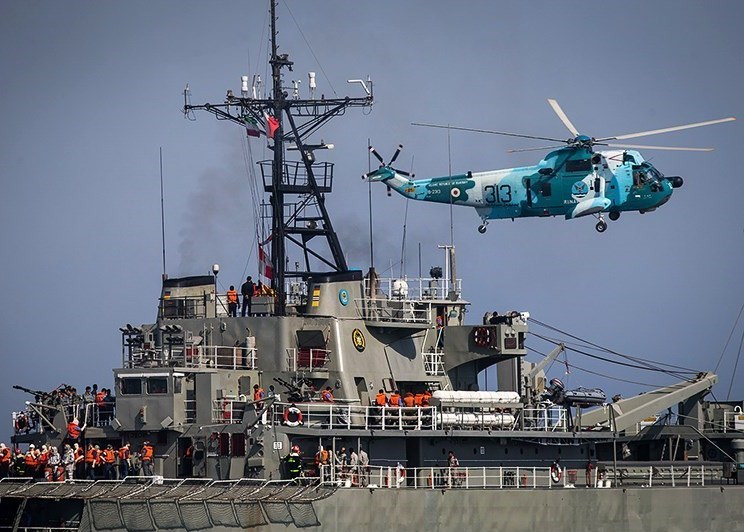
.
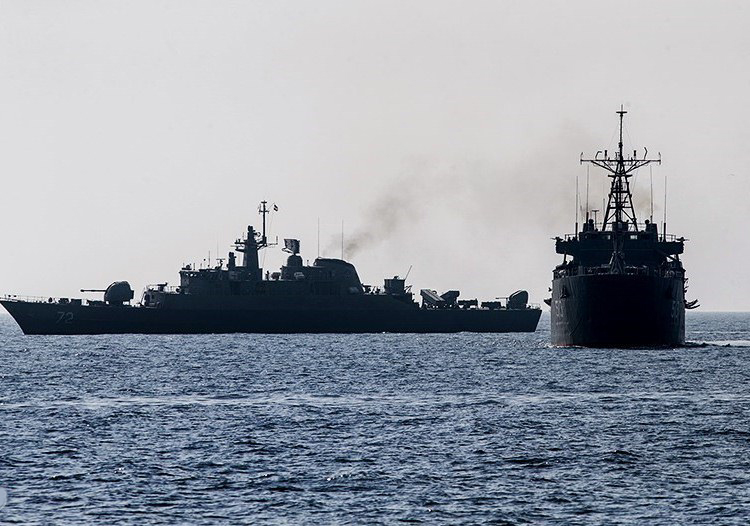
.
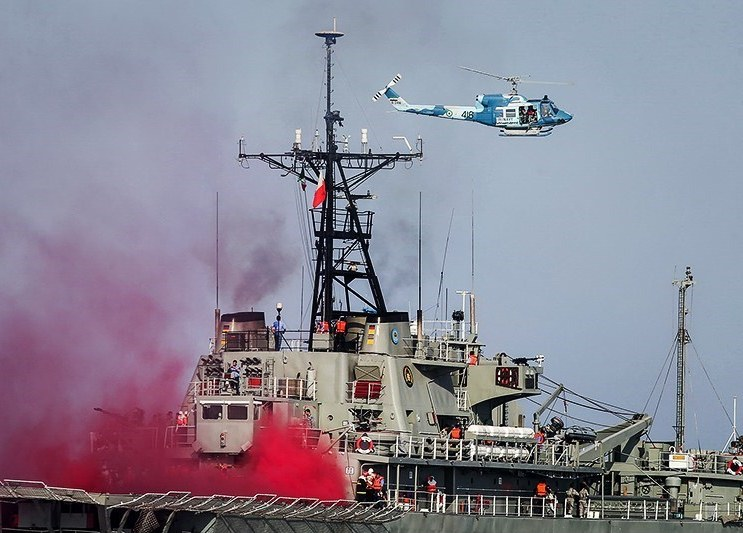
.
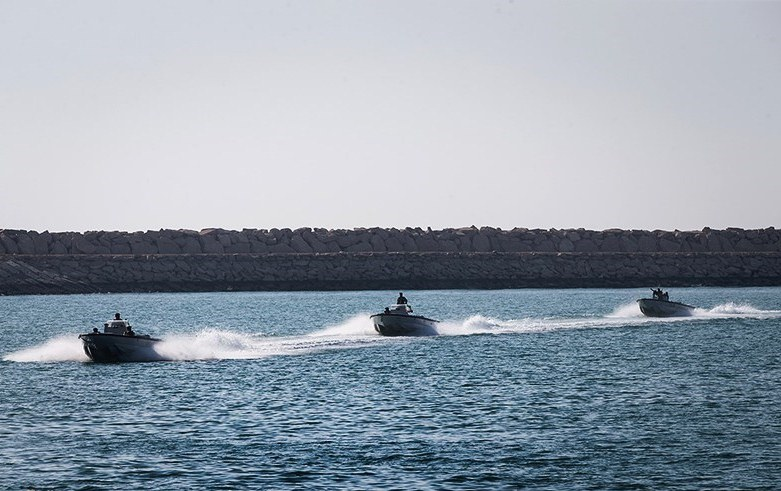
القوارب السريعة في المناورات.
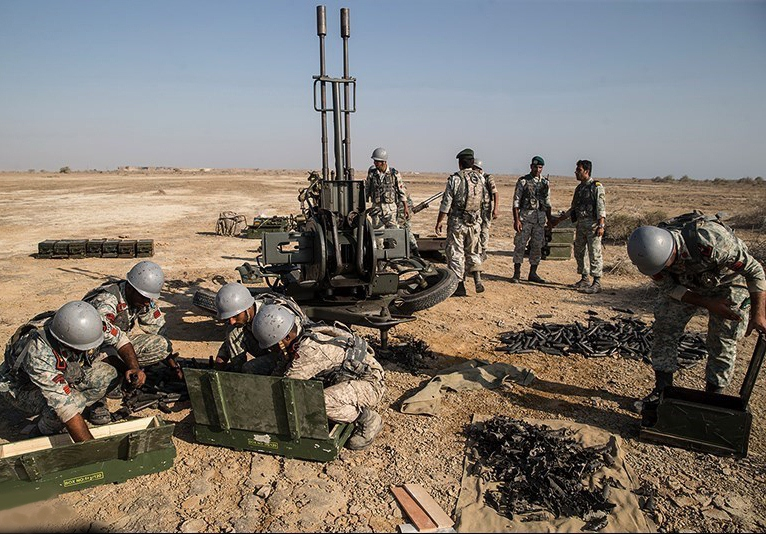
مدفعية مضادة للطائرات.